# Попов, Андрей Фёдорович (Герой Советского Союза)
Андре́й Фёдорович Попо́в (25 июня 1910, Кояново, Уфимская губерния — 5 мая 1947, Кояново, Башкирская АССР) — советский военнослужащий. Участник Великой Отечественной войны. Герой Советского Союза (1944). Ефрейтор.

## Биография
Андрей Фёдорович Попов родился 25 июня 1910 (по другим данным 1909) года в деревне Кояново (ныне — в Бирском районе Республики Башкортостан) в крестьянской семье. Русский. Окончил Кояновскую начальную школу. До призыва на военную службу работал кузнецом в сельскохозяйственной артели «Трудовик».
В ряды Рабоче-крестьянской Красной Армии А. Ф. Попов был призван Бирским районным военкоматом в 1942 году. В боях с немецко-фашистскими захватчиками красноармеец А. Ф. Попов с 15 октября 1942 года в должности сапёра 107-го отдельного сапёрного батальона 93-й стрелковой дивизии 41-й армии Калининского фронта. Участвовал в боях под городом Белым. В ноябре 1942 года дивизия, в которой служил Андрей Фёдорович, передавалась в состав 22-й армии и принимала участие во Второй Ржевско-Сычёвской операции, в ходе которой при поддержке 3-го механизированного корпуса была прорвана оборона немцев в долине реки Лучеса. В марте 1943 года Андрей Фёдорович участвовал в ликвидации ржевско-вяземского выступа в ходе Ржевско-Вяземской операции. После завершения Ржевской битвы 41-я армия была расформирована. 93-я стрелковая дивизия вошла в состав 39-й армии и до 5 мая 1943 года вела оборонительные бои на рубеже Духовщина-Дорогобуж, после чего была выведена в резерв Ставки Верховного Главнокомандования.
В июне 1942 года 93-я стрелковая дивизия была переброшена в Степной военный округ, который 9 июля 1943 года был преобразован в Степной фронт. В сражении на Курской дуге дивизия не участвовала, оставаясь в составе 52-й армии в резерве Ставки ВГК. 52-я армия была брошена в бой в ходе Черниговско-Полтавской операции в полосе наступления Воронежского фронта. Красноармеец А. Ф. Попов участвовал в освобождении города Миргорода, форсировании реки Днепр севернее посёлка Крещатик напротив устья реки Рось и боях за расширение плацдарма на правом берегу реки Днепр. С 3 октября 1943 года 93-я стрелковая дивизия вела боевые действия в составе 52-я армия Степного фронта (с 20 октября 1943 года — 2-й Украинский фронт), с ноября 1943 года — в составе 57-й армии 2-го Украинского фронта. Зимой 1944 года Андрей Фёдорович участвовал в Кировоградской и Корсунь-Шевченковской операциях. 21 февраля 1944 года 57-я армия была подчинена 3-му Украинскому фронту. Ефрейтор А. Ф. Попов участвовал в Березнеговато-Снигирёвской операции, форсировании рек Ингулец и Ингул. Особо отличился в марте 1944 года во время Одесской операции при форсировании реки Южный Буг.
В середине марта 1944 года в ходе Одесской операции советские войска, преодолевая сопротивление 6-й немецкой и 3-й румынской армий, вышли к реке Южный Буг и в период с 18 по 28 апреля 1944 года форсировали её на широком фронте. В ночь с 22 на 23 марта 1944 года ефрейтор А. Ф. Попов под пулемётным огнём противника на единственной надувной лодке в районе села Константиновка Арбузинского района Николаевской области Украинской ССР переправил через реку 37 десантников, которые захватили плацдарм на её правом берегу. Следующей ночью он продолжал перевозить через реку личный состав дивизии, боеприпасы, продукты питания и эвакуировал раненых бойцов. В ночь на 26 марта 1944 года совместно с сержантом В. Т. Маминым Андрей Фёдорович организовал команду гребцов для работы на деревянной сапёрной лодке. Враг ежеминутно освещал место переправы осветительными ракетами и вёл по лодке сильный пулемётный огонь. Во время пятого рейса противнику удалось повредить переправочное средство и вывести из строя двух гребцов, но сапёры сумели устранить течь и продолжили выполнять боевую задачу на полузатопленной лодке. Всего ефрейтор А. Ф. Попов и сержант В. Т. Мамин со своими бойцами за ночь сделали 12 рейсов, переправив на правый берег Южного Буга 2 стрелковые роты и эвакуировали 32 раненых. В последующие дни ефрейтор Попов продолжал работать на переправе, осуществляя переброску войск и вооружения. За образцовое выполнение боевых заданий командования на фронте борьбы с немецкими захватчиками и проявленные при этом отвагу и геройство указом Президиума Верховного Совета СССР от 3 июня 1944 года ефрейтору Попову Андрею Фёдоровичу было присвоено звание Героя Советского Союза.
В 1944 году А. Ф. Попов тяжело заболел и был демобилизован. Он вернулся в деревню Куяново, но восстановить подорванное на фронте здоровье ему не удалось. 5 мая 1947 года Андрей Фёдорович скончался. Похоронен на кладбище села Старобазаново Бирского района Республики Башкортостан.

## Награды
- Медаль «Золотая Звезда» (03.06.1944);
- орден Ленина (03.06.1944);
- орден Красной Звезды (28.11.1943);
- медали.

## Память
- Бюст Героя Советского Союза А. Ф. Попова установлен в селе Старобазаново Бирского района Республики Башкортостан.
- Именем Героя Советского Союза А. Ф. Попова названы улицы в городе Бирске и селе Старобазаново.

## Документы
- Общедоступный электронный банк документов «Подвиг Народа в Великой Отечественной войне 1941—1945 гг.» Дата обращения: 15 ноября 2012. Архивировано из оригинала 13 марта 2012 года.

Представление к званию Героя Советского Союза и указ ПВС СССР о присвоении звания. Дата обращения: 28 ноября 2015. Архивировано 8 января 2013 года.
Орден Красной Звезды (наградной лист и приказ о награждении.